# I mafiosi
I mafiosi è un film del 1959 diretto da Roberto Mauri.

## Trama
Due persone vengono uccise in un piccolo villaggio della Sicilia, un contadino e un giovane appena tornato dall'America. Un amico di quest'ultimo, Turi, si rivolge a don Calogero, capo della mafia locale, per indagare. Anche Turi per proprio conto cerca i responsabili del crimine, ma senza successo. Nel frattempo incontra Odette, una giornalista francese, arrivata in Sicilia per un'inchiesta sulla criminalità locale; i due si innamorano, ma fra due mentalità così diverse sembrerebbe impossibile che sorga un sentimento più profondo.
Caterina, giovane maestra elementare, è la più cara amica di Odette: completamente all'oscuro dei traffici di suo padre, non sa che il mandante del duplice omicidio è proprio lui, anche se ha cercato di far apparire l'onorata società come responsabile del delitto. Il padre di Caterina viene ucciso da uno dei suoi proprio mentre sta per essere preso dagli emissari della mafia, mentre la relazione fra Turi e Odette va avanti, sfidando le convenzioni.   